# Temple d'Ay

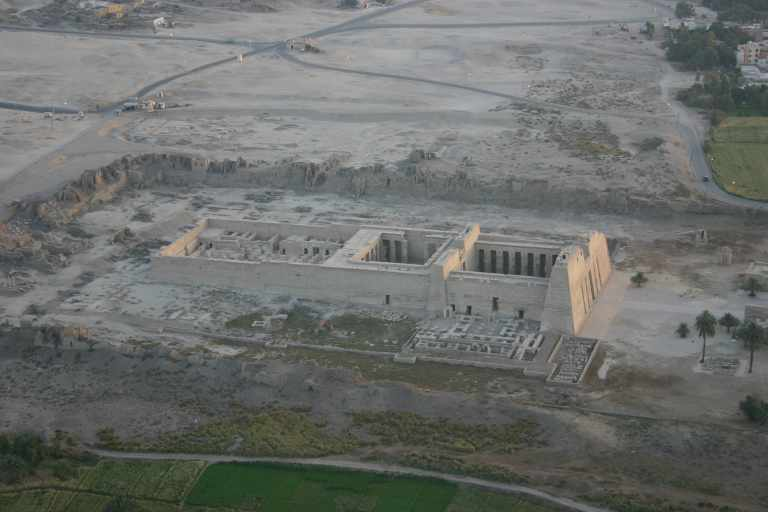
En primer terme, el complex de Medinet Habu, a l'altra banda del mur del complex (part superior de la imatge), entre unes petites edificacions (esquerra) i els camps cultivats (dreta), es veuen les restes del temple d'Ay i d'Horemheb.

El temple d'Ay és un temple dedicat al faraó Ay de la dinastia XVIII, al sud de la zona de necròpoli de l'oest de Luxor. Està situat al costat nord del complex de Medinet Habu, de Ramsès III. Durant l'antiguitat, s'anomenava Menmenu. És possible que, inicialment, s'hagués construït en honor de Tutankhamon, ja que s'hi van trobar dues estàtues colossals del jove faraó inscrites per Ay i usurpades per Horemheb.

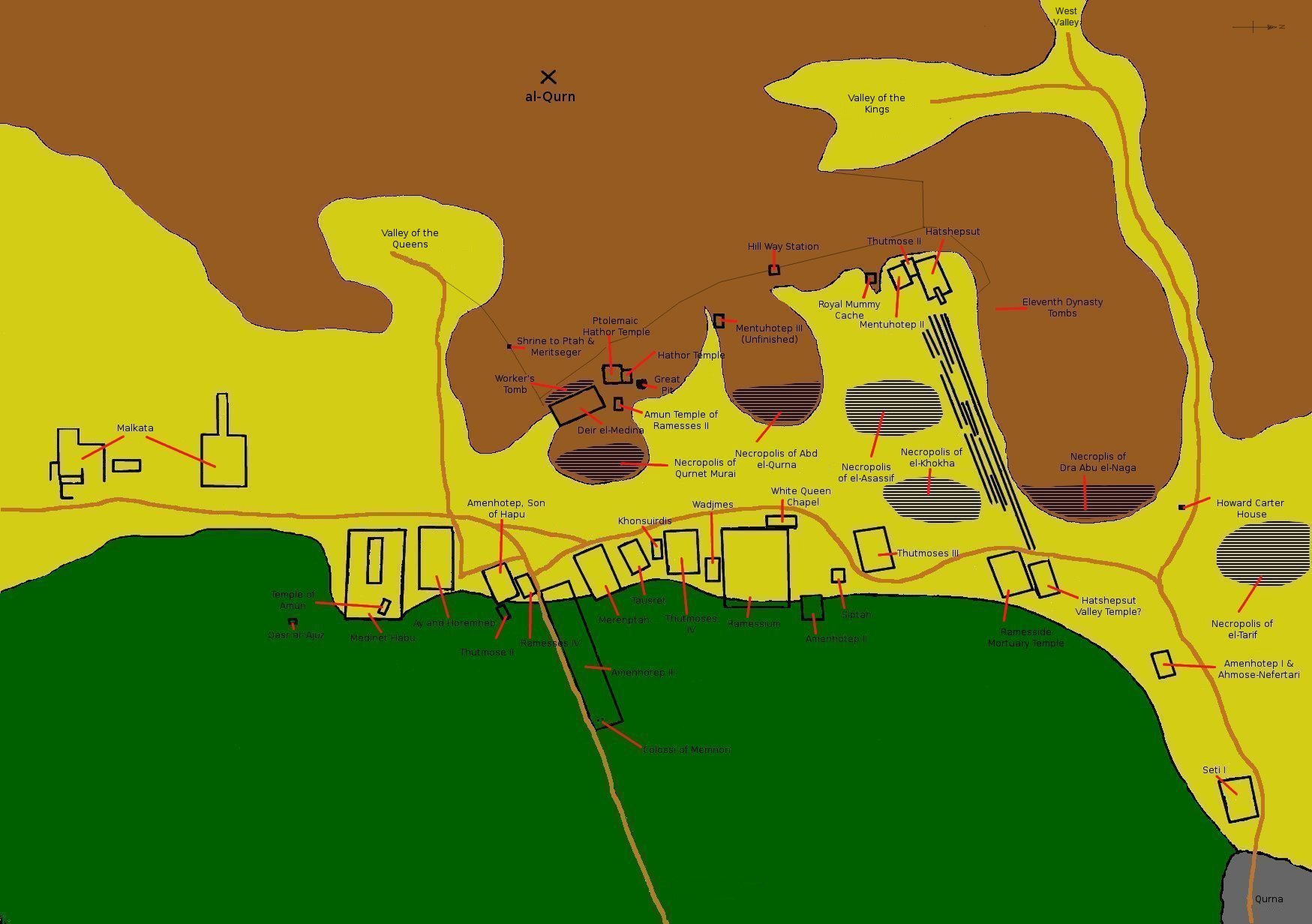
Mapa de la necròpoli tebana

Ay fou ministre de Tutankhamon i va ocupar després el poder i es va casar amb la vídua, Ankhesenamon. Va fer el seu temple mortuori al sud de la zona de la necròpoli, que després va ser ocupat en part pel seu successor Horemheb (Ay, la part interior i Horemheb l'exterior). Horemheb va eliminar el nom d'Ay del temple i es va apropiar de tot el temple.